# Круглова Зінаїда Михайлівна
Зінаїда Михайлівна Круглова (26 жовтня 1923, місто Петроград, тепер місто Санкт-Петербург, Росія — 1995, місто Москва) — радянська державна діячка, голова президії Союзу радянських товариств дружби і культурного зв'язку із зарубіжними країнами. Член Центральної Ревізійної Комісії КПРС у 1966—1976 роках. Член ЦК КПРС у 1976—1989 роках. Депутат Верховної Ради СРСР 9—11-го скликань.

## Життєпис
Народилася в робітничій родині. З 1941 року — складальниця заводу «Північний прес» у місті Ленінграді.
У 1942—1945 роках служила бійцем, командиром відділення, політичним керівником роти, комсомольським організатором батальйону в частинах місцевої протиповітряної оборони міста Ленінграда. Учасниця німецько-радянської війни.
Член ВКП(б) з 1944 року.
У 1951 році закінчила Ленінградський інститут авіаційного приладобудування.
У 1951—1954 роках — завідувач лабораторії, асистент кафедри, секретар комітету ВЛКСМ, у 1954—1955 роках — секретар партійного бюро Ленінградського інституту авіаційного приладобудування.
У 1955—1960 роках — на партійній роботі в Ленінграді: 2-й секретар Московського районного комітету КПРС; заступник завідувача, завідувач відділу Ленінградського міського комітету КПРС. У 1960—1963 роках — 1-й секретар Фрунзенського районного комітету КПРС міста Ленінграда.
У 1963—1968 роках — секретар Ленінградського міського комітету КПРС з ідеології.
У 1968—1974 роках — секретар Ленінградського обласного комітету КПРС з ідеології.
У 1974—1975 роках — заступник міністра культури СРСР.
У липні 1975 — 1987 року — голова президії Союзу радянських товариств дружби і культурного зв'язку із зарубіжними країнами.
З 1987 року — персональний пенсіонер союзного значення в Москві.

## Нагороди і звання
- орден Леніна (6.05.1981)
- орден Жовтневої Революції (9.09.1971)
- два ордени Вітчизняної війни ІІ ст. (11.03.1985, 31.08.1994)
- два ордени Трудового Червоного Прапора (13.06.1966, 25.10.1983)
- орден Дружби народів (25.10.1973)
- орден «Знак Пошани» (21.06.1957)
- медалі